# グッド・ナイト・ベイビー (甲斐よしひろの曲)
「グッド・ナイト・ベイビー」は1978年5月21日に発売された甲斐よしひろのソロ・デビューシングル。ザ・キング・トーンズの「グッド・ナイト・ベイビー」のカバー曲となっている。

## 概要
ポリドールより発売され、カバー・アルバム『翼あるもの』の先行シングル。
カップリングの「卒業」は長谷川きよしのカバーで、アルバム未収録。

## 収録曲
- 全編曲：甲斐よしひろ

1. グッド・ナイト・ベイビー
作詞：ひろまなみ　作曲：むつひろし
2. 卒業
作詞：能吉利人　作曲：長谷川きよし